# Койрос
Койрос (гал. Coirós, ісп. Coirós) — муніципалітет в Іспанії, у складі автономної спільноти Галісія, у провінції Ла-Корунья. Населення — 1713 осіб (2009).
Муніципалітет розташований на відстані близько 487 км на північний захід від Мадрида, 21 км на південний схід від Ла-Коруньї.
Муніципалітет складається з таких паррокій: Армеа, Койрос, Колантрес, Санта-Марія-де-Ойс, Санта-Марінья-де-Леса, Сантьяго-де-Ойс.

## Демографія
Динаміка населення (INE ):

## Галерея зображень

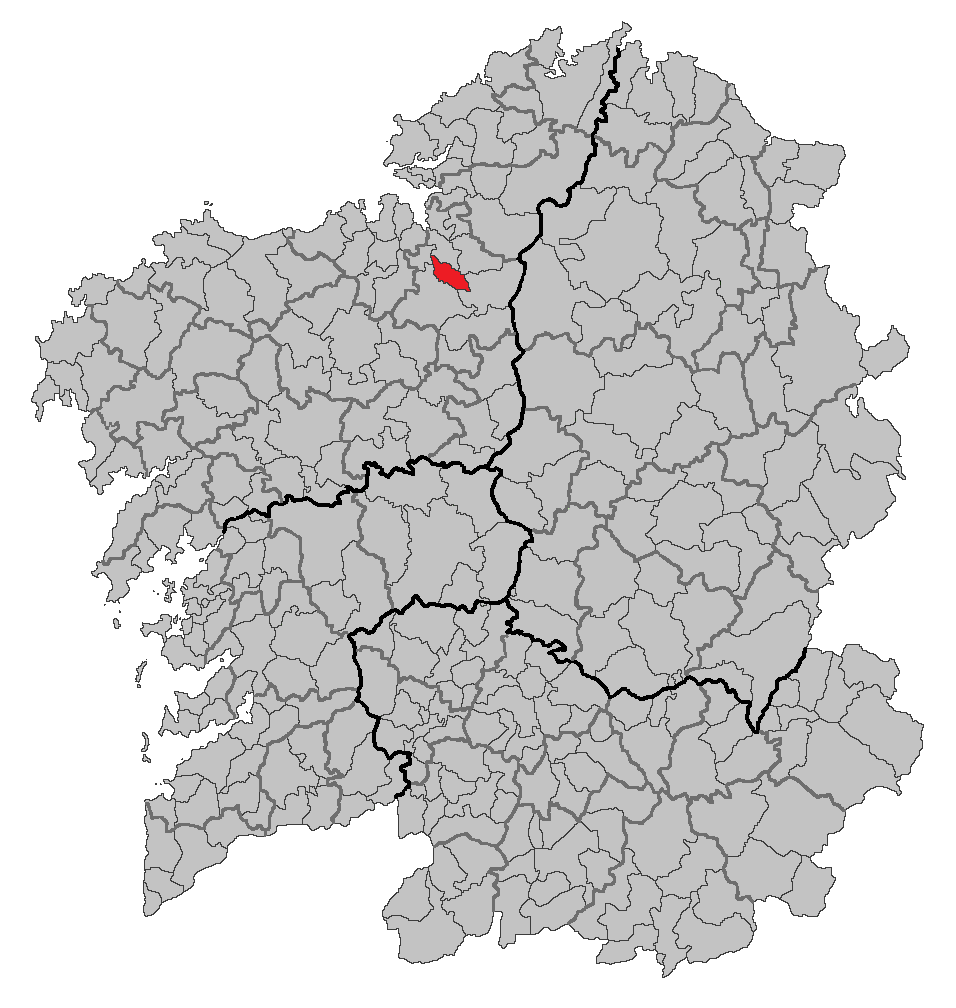
Розташування муніципалітету